# The Shape of Art to Come
Pour plus de détails, voir Fiche technique et Distribution.
The Shape of Art to Come est un film français réalisé par Julien Levy et sorti en 2011.

## Fiche technique
- Titre français : The Shape of Art to Come
- Réalisation : Julien Levy
- Scénario : Julien Levy
- Photographie : Julien Meurice
- Pays d'origine :  France
- Genre : moyen métrage
- Durée : 43 minutes
- Date de sortie : 2011

## Distribution
- Julie Gayet
- Virginie Ledoyen
- Linh-Dan Pham
- Zara Prassinot